# Ralf Bauer
Ralf Bauer (1968) es un odontólogo, taxónomo y cactólogo de epífitas alemán, especialmente conocido por su colección y clasificación de cactus.
Trabajó extensamente en Perú.

## Eponimia
- (Cactaceae) Epiphyllum baueri Dorsch[3]